# Тихонов, Виталий Викторович (артист)
Виталий Викторович Тихонов (род. 26 августа 1938) — советский артист цирка, акробат и дрессировщик, народный артист России (1993), представитель династии дрессировщиков Тихоновых.

## Биография
Виталий Викторович Тихонов родился 26 августа 1938 года в цирковой семье. Начинал работать в цирке под руководством отца Виктора Тихонова. В 1956 году окончил Государственное училище циркового искусства (ГУЦИ) как акробат-прыгун в составе группы «Гуцульские акробаты».
В 1960—1962 годах выступал как артист-дрессировщик в номере отца. Внёс в номер игру тореадора с яками («коррида»), акробатические  прыжки через животных, двойные сальто на спине яка и на сход в манеж. С этими трюками вошёл в цирковой спектакль «Карнавал на Кубе».
С 1962 года начал работать в собственном номере, изобрёл новые трюки с животными. Собаки у него изображали жокеев на бегущих по кругу быках, крутили сальто у них на спинах.
В 1977 году выпустил номер «Мир животных — мир друзей» (режиссёр Г. Перкун): медведи ходили на ходулях на задних и передних лапах, исполняли арабские сальто. На цирковом фестивале в Берлине в 1982 году получил почётное звание «профессора дрессуры» за то, что воспитывал самых разных животных – от кошек до корсиканских муфлонов.
В 1992 году в аттракционе «Смешанная группа животных» (режиссёр М. Москвин) тигры ездили на мотоцикле, в группу животных входили медведи, ламы, верблюд, собаки, петухи. Выступал вместе с женой Валентиной Тихоновой и сыном Виктором.
Выступал с номерами «Экзотика планеты», в котором было занято более 50 различных животных, включая 12 яков и двух бизонов, «Созвездие Эльдорадо», в котором участвовали бизоны, тибетские яки, лошадь, пума, верблюд, лама, дикобразы.

## Семья

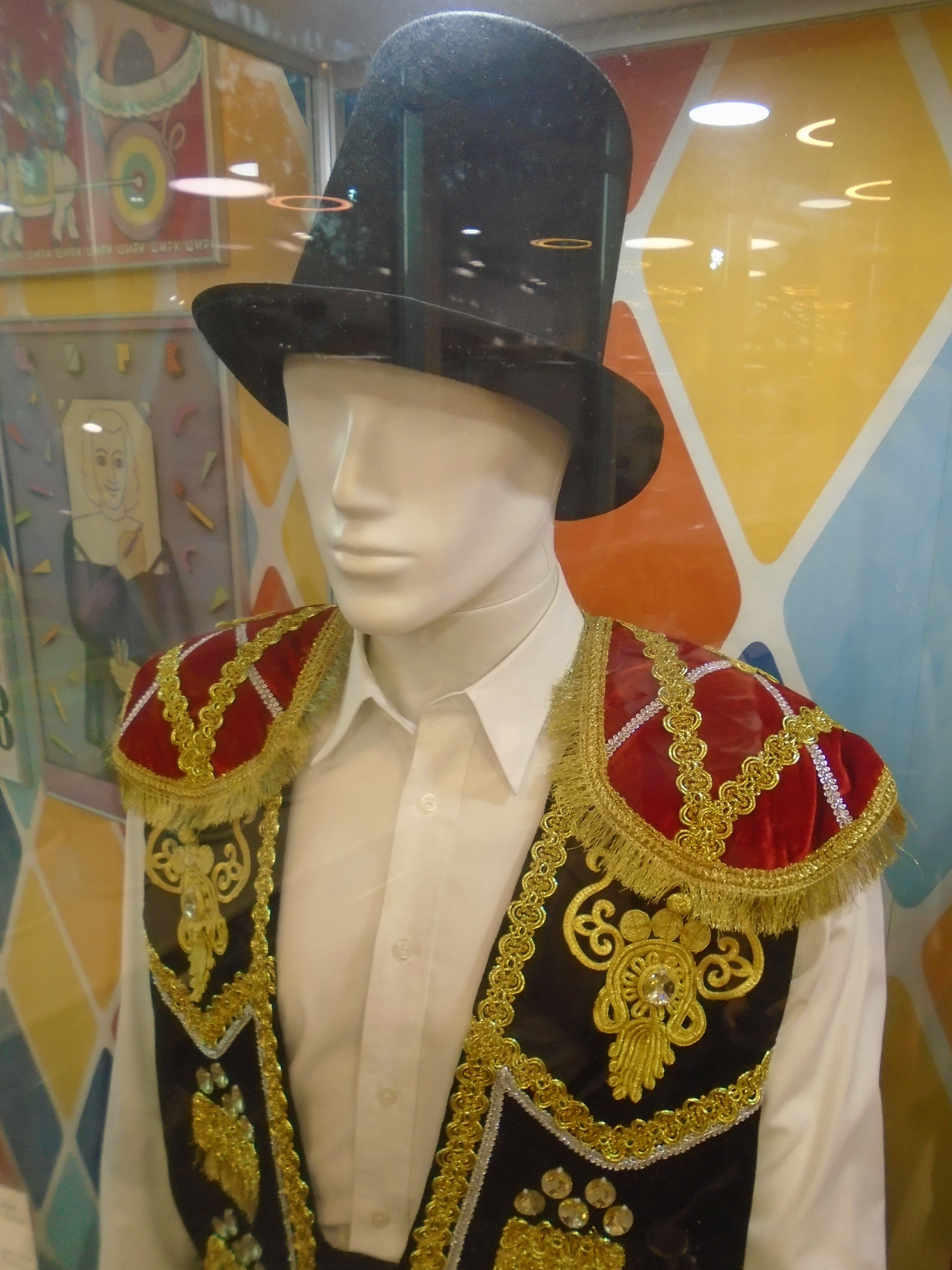
Костюм Виталия Тихонова, Казанский цирк.

- Отец — артист цирка Виктор Петрович Тихонов (1917—1991), акробат, стрелок и дрессировщик, народный артист РСФСР.
- Мать — актриса цирка Любовь Сергеевна Тихонова (род. 1919), была партнёршей в номере «Меткий стрелок». Работала также в аттракционе Э. Т. Кио артисткой-ассистенткой.
- Жена — актриса цирка Валентина Семёновна Тихонова (род. 1953), окончила ГУЦЭИ в 1971 году как воздушная гимнастка.
- Сын — артист цирка Виктор Витальевич Тихонов (род. 1980), дрессировщик.

## Награды и премии
- Заслуженный артист РСФСР (16.09.1977)[2].
- Народный артист России (20.12.1993)[3].
- Орден Дружбы (05.08.2000)[4][5].
- Диплом Клуба специалистов «За новшество и оригинальность в дрессуре» (Франция).
- Медаль «За заслуги в развитии циркового искусства».
- Медаль «За новшество и оригинальность в дрессуре».
- Медаль «За заслуги перед Луганской народной республикой»[6].